# Héctor Juan Nervi
Héctor Juan Nervi (Remedios de Escalada, provincia de Buenos Aires, 25 de mayo de 1927 - Lomas de Zamora, 28 de septiembre de 2011) fue un exmilitar y deportista argentino. 
Nacido en el seno de una familia de inmigrantes italianos y de clase media, comenzó a participar de las actividades deportivas en el Club Talleres de Remedios de Escalada a los 9 años, al ingresar a las inferiores de fútbol del mismo. Entre 1940 y 1945 jugó en la Liga Nacional de Baloncesto representando al mencionado club, siendo campeón en 1943.
En 1941, a su vez, ingresó en la Marina de guerra argentina, donde permaneció hasta su casamiento en septiembre de 1951. A partir de 1945 comenzó a jugar fútbol para el mismo club, donde obtuvo más éxito y popularidad, siendo un hábil delantero. Campeón de diferentes torneos, fue también campeón en un campeonato jugado en la ciudad de Las Flores. Durante su estadía en Talleres jugó junto a, entre otros, José Salomón, quien fue defensor de Racing Club y de la selección argentina. 
Después de haber jugado muchos años en Talleres, se pasó a Almirante Brown, en 1951. Jugó tres temporadas en aquel club con resultados intermedios. En 1954 obtuvo su pase a Sacachispas. Tras la Revolución Libertadora de septiembre de 1955, fueron expulsados varios jugadores del club por su relación con el peronismo. Cuando iba a obtener su pase a Liverpool FC de Uruguay, las nuevos directivos no se lo permitieron y terminó así su carrera. 
A partir de la década de los '60 comenzó a ejercer como árbitro futbolístico.
En 1984 obtuvo su jubilación y se trasladó a Lomas de Zamora, donde residió hasta su fallecimiento. 